# Carlo Alberto Biazzi
Carlo Alberto Biazzi (Cremona, 20 giugno 1984) è un regista, produttore cinematografico e scrittore italiano.

## Biografia
Si laurea in Lettere e Filosofia, specializzazione in Scienze e Tecnologie delle Arti e dello Spettacolo, indirizzo regia, all’Università degli Studi di Brescia. Frequenta il Centro Sperimentale di Cinematografia di Roma dove consegue il master in sceneggiatura. Scrive i romanzi L’ultima luna di febbraio (Edizioni del Rosone, 2014) e La stella a quattro punte (Novecento Editore, 2017).
Nel 2016 scrive e dirige il film Il padre di mia figlia, con Giulio Scarpati e fotografia di Luciano Tovoli che viene presentato al Festival di Cannes e ad altri festival internazionali.
Nel 2022 scrive e dirige il film Al di là del mare, con Serena Grandi, Eros Pagni e Marco Iannone.
Dal 2016 è presidente della casa di produzione cinematografica Remor Film.
A dicembre 2022 esce in libreria il romanzo L'uomo venuto dal Po, scritto insieme a Serena Grandi.
Nel 2024 esce in libreria la biografia Il trucco e l'anima, sulla vita del grande truccatore cinematografico Francesco Freda.

## Filmografia

### Regista e produttore
- Il padre di mia figlia - cortometraggio (2016)
- Al di là del mare - mediometraggio (2022)

## Riconoscimenti
- 2017 – ARFF Berlin – Premio della giuria per Il padre di mia figlia.[7]
- 2023 – Napoli Cultural Classic – Premio del pubblico per Al di là del mare.[8]
- 2023 – Love Film Festival – Grifone d'oro per Al di là del mare.[9]

## Opere
- Carlo Alberto Biazzi, L'ultima luna di febbraio, Foggia, Edizioni del Rosone, 2014, ISBN 9788898936151[10]
- Carlo Alberto Biazzi, La stella a quattro punte, Milano, Novecento Editore, 2017, ISBN 9788899316648[11]
- Carlo Alberto Biazzi, Serena Grandi, L'uomo venuto dal Po, Bologna, Giraldi Editore, 2022, ISBN 978-88-6155-934-9[12]
- Carlo Alberto Biazzi, Il trucco e l'anima, Bologna, Giraldi Editore, 2024, ISBN 9791256370344